# Città di Cambridge
La città di Cambridge è una delle 29 Local Government Areas che si trovano nell'area metropolitana di Perth, in Australia Occidentale. Essa si estende su di una superficie di 22 chilometri quadrati ed ha una popolazione di 23.753 abitanti.